# 젤다의 전설 티어스 오브 더 킹덤
《젤다의 전설 티어스 오브 더 킹덤》은 닌텐도가 제작한 2023년 액션 어드벤처 게임이다. 《젤다의 전설》 시리즈의 열두 번째 본편으로 2017년 출시된 《젤다의 전설 브레스 오브 더 와일드》의 직속 속편이다. 닌텐도 스위치로 개발해 2023년 5월 12일 출시했다.
전작과 동일한 오픈 월드형태의 하이랄 왕국이 무대이며 시간대는 전작 사건 종료로부터 몇 년 후의 시점이다. 링크와 젤다가 세계를 파괴할 위기가 닥쳐옴을 깨닫고 다시 모험을 떠나는 이야기를 그렸다.
《티어스 오브 더 킹덤》에 대한 도안은 《브레스 오브 더 와일드》의 다운로드 가능 컨텐츠 개발이 예상보다 그 규모가 커지면서 처음 구상됐다. 닌텐도 기획제작본부가 제작을 담당했으며 전작 감독 후지바야시 히데마로와 제작자 아오누마 에이지가 다시 참여했다. 게임에 대한 예고는 E3 2019에서 처음 이뤄졌으며 E3 2021에 공식적으로 처음 공개됐다. 본래 2022년에 발매할 예정이었으나 이후 2023년 5월로 출시연기됐다. 발매 첫 3일만에 1천만 장 이상이 판매됐다.

## 개발 및 출시
후속작 개발은 2017년 《젤다의 전설 브레스 오브 더 와일드》 제작이 종료한 이후 시작됐다. 후속작에 대한 공개는 E3 2019 닌텐도 다이렉트에서 트레일러를 통해 공식적으로 이뤄졌다.
2021년 2월자 닌텐도 다이렉트에서 《젤다의 전설》 시리즈 프로듀서 아오누마 에이지는 그 해 말에 게임에 대한 정보를 공개하겠다고 발언했다. 그 후 다음차 E3 2021 닌텐도 다이렉트에서 닌텐도는 개괄적인 게임플레이, 줄거리 및 2022년 출시일을 담은 트레일러 영상을 공개했다.
2022년 3월 29일, 아오누마는 개발 기간 연장에 따라 출시일이 2023년 봄 경으로 연기됐다고 알렸다.

## 반응
《젤다의 전설 티어스 오브 더 킹덤》은 리뷰 애그리게이터 웹사이트 메타크리틱에서 96/100점을 기록해 "전폭적인 호평"을 받았다.

### 흥행
《티어스 오브 더 킹덤》은 닌텐도 제작 게임 최초로 한화 7만원, 미화 70달러에 판매된 제품이다. 출시 3일만에 1천만 장에 판매돼 《젤다의 전설》 시리즈 역사상 가장 빨리 판매된 게임이 됐다. 이 중 북미 판매량은 4백만 장 이상이었다. 일본에서 출시 첫 3일간 판매량은 224만 장 이상이었으며 〈패미통〉에 따르면 이 중 소매판 판매량은 110만 장이었다.

### 수상
| 상                  | 수상일           | 부문                      | 결과 | 참조   |
| ------------------- | ---------------- | ------------------------- | ---- | ------ |
| 더 게임 어워즈 2020 | 2020년 12월 10일 | 가장 기대되는 게임        | 후보 | [ 25 ] |
| E3 2021 어워즈 쇼   | 2021년 6월 15일  | 가장 기대되는 닌텐도 게임 | 수상 | [ 26 ] |
| 더 게임 어워즈 2021 | 2021년 9월 12일  | 가장 기대되는 게임        | 후보 | [ 27 ] |

## 참조

### 주해
1. ↑  영어: The Legend of Zelda: Tears of the Kingdom, 일본어: ゼルダの伝説 ティアーズ オブ ザ キングダム
2. ↑  Based on 134 reviews